# Archives d'État de Rhénanie-du-Nord-Westphalie
Les Archives d'État de Rhénanie-du-Nord-Westphalie (LAV NRW) sont fondées le 1er janvier 2004 par décret du 14 novembre 2003 et est initialement divisé en sept départements, dans lesquels les anciennes archives d'État sont absorbées en tant que départements entiers ou parties de départements. En 2008, les Archives de l'État de Rhénanie-du-Nord-Westphalie sont réorganisées.
Depuis octobre 2020, les documents numérisés sont disponibles en ligne via le portail des archives de NRW. Le portail démarre avec 180 000 documents provenant de 480 archives de NRW

## Direction
Depuis la création en 2004 jusqu'en avril 2013, Wilfried Reininghaus est président des Archives de l'État ; Frank M. Bischoff (de) occupe cette fonction depuis septembre 2013.

## Structure et emplacements

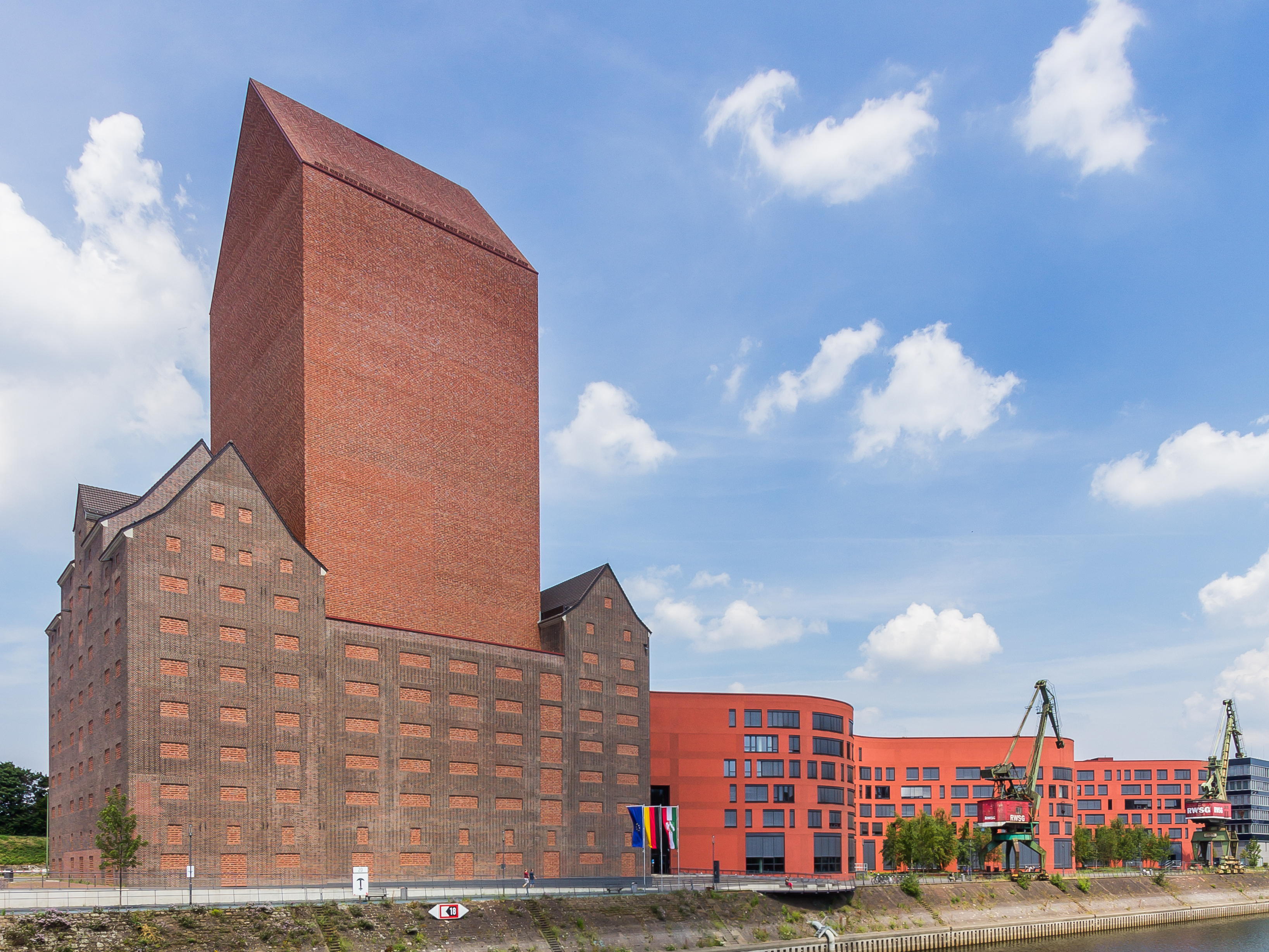
Archives de l'État de Rhénanie-du-Nord-Westphalie, siège et département de Rhénanie à Duisbourg

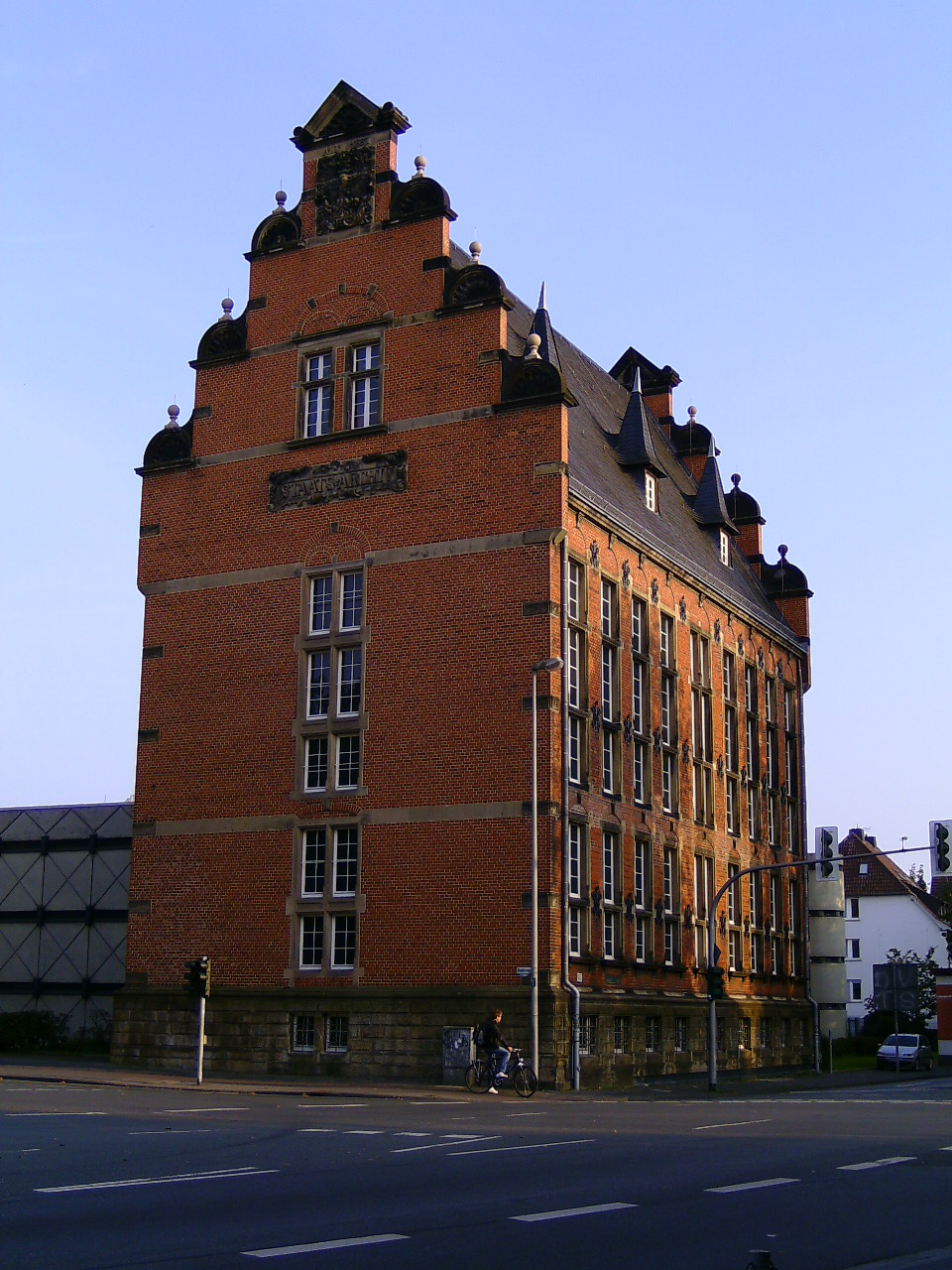
Archives d'État de Rhénanie-du-Nord-Westphalie Département de Westphalie à Münster

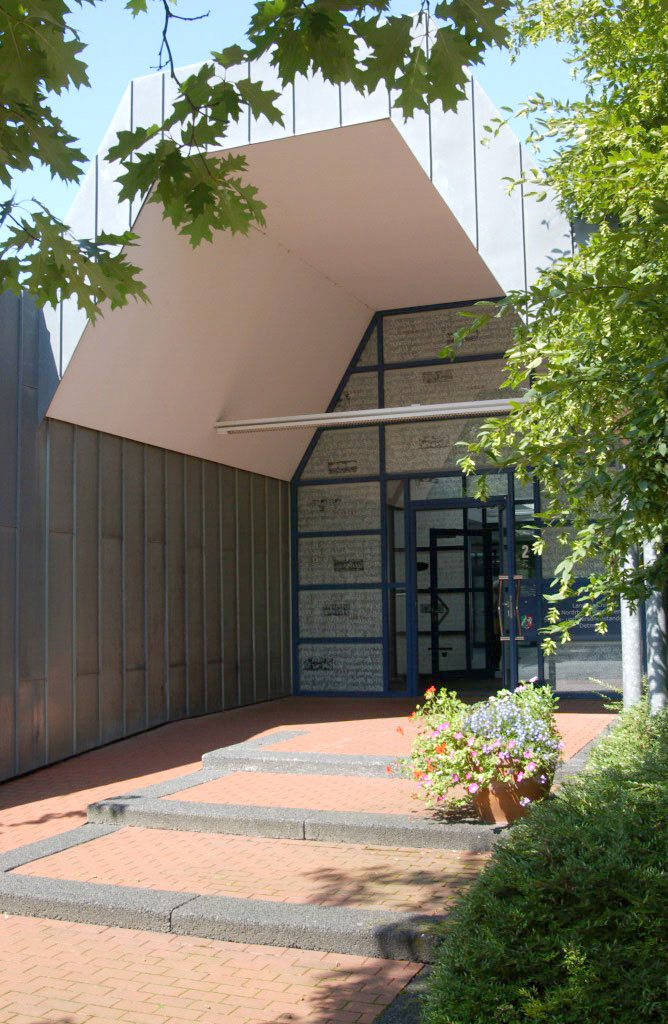
Archives d'État de Rhénanie-du-Nord-Westphalie, département de Westphalie-Orientale-Lippe à Detmold

Les Archives d'État de Rhénanie-du-Nord-Westphalie sont réparties dans les départements suivants :
- Services centraux (site de Duisbourg) : exécute des tâches dans les domaines des ressources humaines, du budget, de l'organisation et de l'informatique.
- Département Principes (site de Duisbourg) : il est responsable du développement du concept et de la stratégie, des relations publiques et de la préservation (y compris les tournages de protection et de sécurité).
- Département de Rhénanie (de) (site de Duisbourg) : il comprend les anciennes archives principales d'État à Düsseldorf et les anciennes archives de l'état civil de Rhénanie (de) à Brühl.
- Département de Westphalie (site de Münster) : il comprend les anciennes Archives d'État de Münster.
- Département de Westphalie-Orientale-Lippe (de) (site de Detmold) : il comprend les anciennes archives d'État et de l'état civil de Detmold.

Les Archives d'État de Rhénanie du Nord-Westphalie sont donc divisées en trois sites différents (à partir de février 2021).
Le département rhénan des Archives de l'État, qui se trouvait auparavant à Düsseldorf (→ Archives principales d'État de Düsseldorf (de)) et de Brühl, déménage en 2014 dans un nouveau bâtiment dans le port intérieur de Duisbourg. Selon les plans des architectes Ortner & Ortner Baukunst (de), un bâtiment de stockage historique appartenant à la Société de transport de Rhénanie-Westphalie est transformé entre 2010 et 2013, une tour d'archives est construite et une aile de bureaux en forme de vague est ajoutée. La réouverture du nouveau site a lieu le 9 mai 2014
Selon la presse, les coûts réels de construction du nouveau bâtiment du département de Rhénanie à Duisbourg s'élèvent à 195 millions d'euros, contre 30 millions d'euros calculés, 550 % plus élevé que prévu. Dans plusieurs articles de presse, des allégations de corruption sont notamment formulées ici. Pour clarifier cela, une commission d'enquête parlementaire est créée en Rhénanie-du-Nord-Westphalie, qui, outre les archives de l'État, est censée enquêter, entre autres, sur l'agrandissement de la préfecture de police de Cologne-Kalk, projet de construction de l'université technique de Cologne et du château de Kellenberg (de). Étant donné que la société de construction et d'immobilier de Rhénanie-du-Nord-Westphalie (de) (BLB) joue un rôle dans cette affaire, le terme affaire BLB est également utilisé dans les médias. Dans son rapport final de février 2017, la commission d'enquête constate des griefs au sein du BLB et désigne l'ancien patron de l'entreprise comme principal responsable. Dans des affaires judiciaires partiellement parallèles, il est légalement condamné à sept ans et demi de prison pour corruption et est également contraint de payer des dommages et intérêts en 2020

## Publications
Depuis les années 1950, les archives d'État de Rhénanie-du-Nord-Westphalie publient des publications d'archives et d'histoire régionale dans un total de neuf séries. Ce sont : 
- Série A : Inventaires des archives d'État
- Série B : guides d'archives et aperçus rapides
- Série C : Sources et recherches des archives d'État
- Série D : Catalogues d'expositions des archives d'État
- Série E : Contributions à la pratique archivistique
- Série F : Instruments de recherche
- Série G : Matériels pédagogiques et de travail
- Série H : Sources sur l'histoire démographique de la Rhénanie-du-Nord-Westphalie
- Série K : Actes du cabinet

En outre, des fonds particulièrement importants sont rendus accessibles au public par les archives d'État via des éditions (en ligne). Le plus grand projet à cet égard est une édition scientifiquement annotée des procès-verbaux du cabinet des législatures précédentes